# François Vergucht
François Pierre Vergucht (Saint-Josse-ten-Noode, 30 dicembre 1885 – Gand, 23 giugno 1944) è stato un canottiere belga.
Ha vinto la medaglia d'argento olimpica nel canottaggio alle Olimpiadi 1908 tenutesi a Londra, nella gara di Otto maschile con Oscar Taelman, Marcel Morimont, Rémy Orban, Georges Mys, Polydore Veirman, Oscar Dessomville, Rodolphe Poma e Alfred Van Landeghem.